# Dr. Martens
 (juin 2024).
Si vous disposez d'ouvrages ou d'articles de référence ou si vous connaissez des sites web de qualité traitant du thème abordé ici, merci de compléter l'article en donnant les références utiles à sa vérifiabilité et en les liant à la section « Notes et références ».
Pour les articles homonymes, voir Martens.

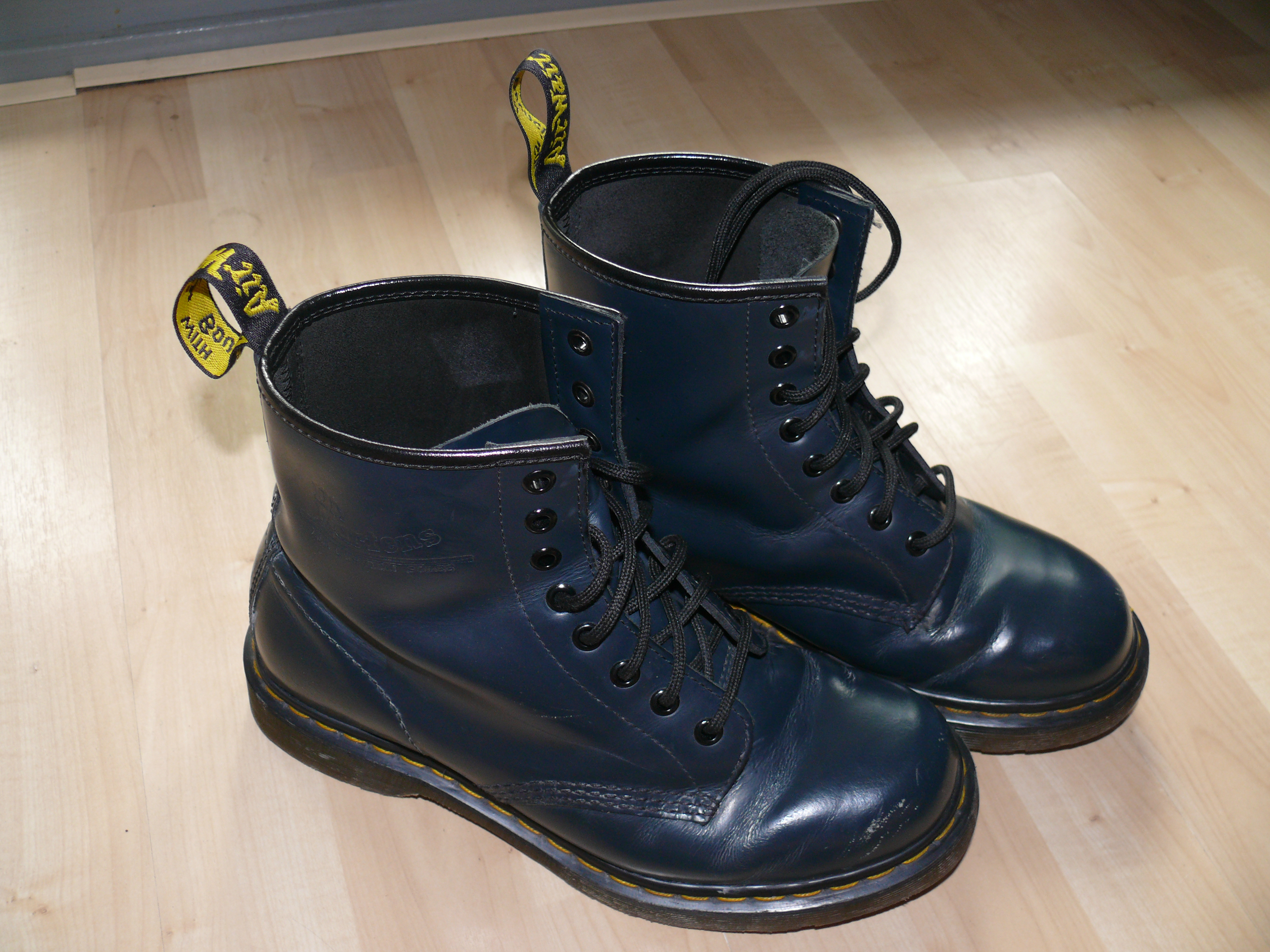
Paire de bottes Dr Martens en cuir bleu. La couture de fil jaune, qui retient la semelle, est apparente.

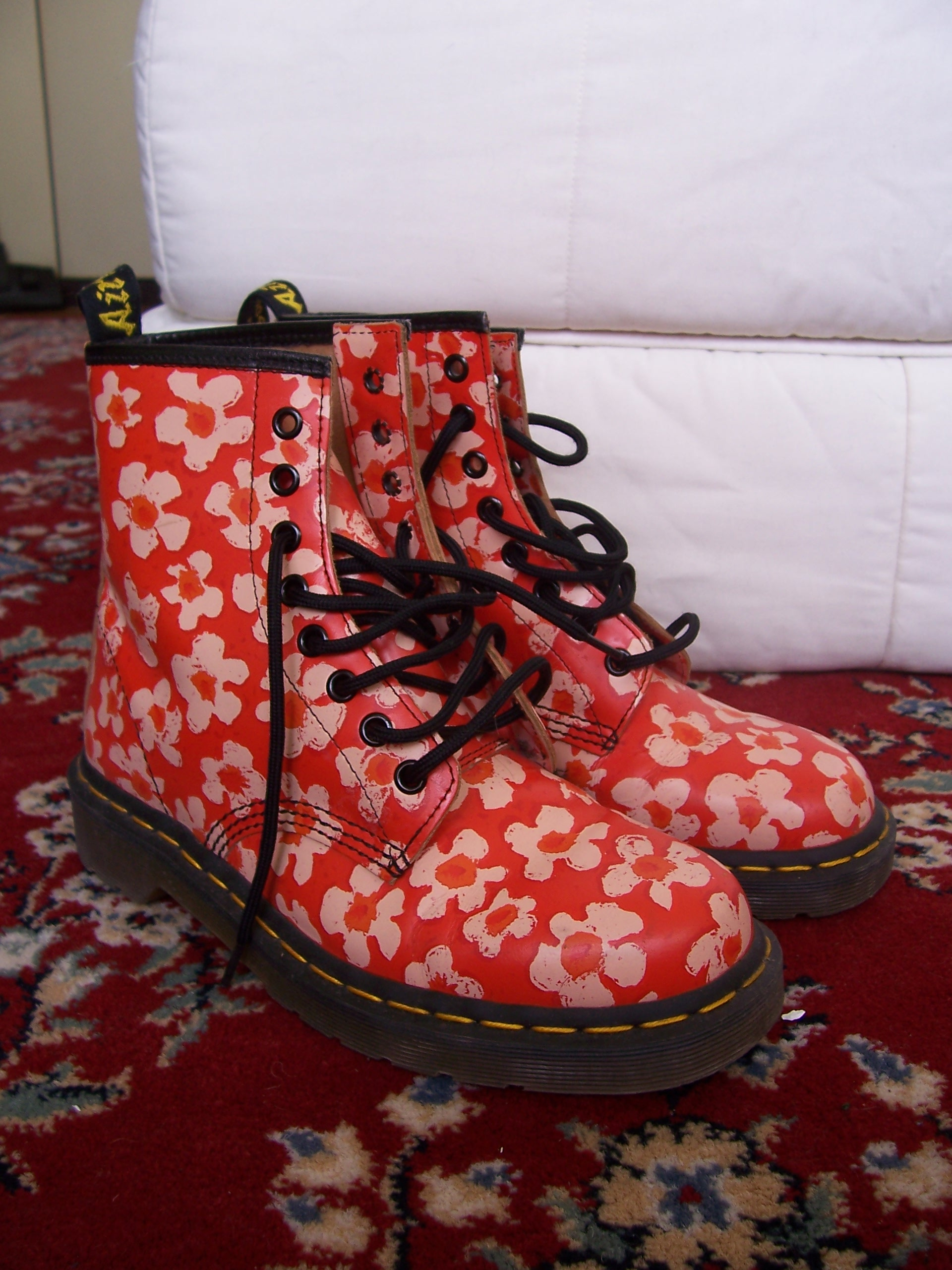
Au fur et à mesure, la marque Dr. Martens a créé des chaussures répondant à des inspirations diverses, en témoigne cette paire de chaussures (modèle 1.4.60) à fleurs.

Dr. Martens est une entreprise britannique d'origine allemande spécialisée dans les chaussures à semelle coussin d'air.

## Histoire

### Les débuts
Klaus Maertens est médecin dans l'armée allemande durant la Seconde Guerre mondiale. En 1946, alors en pleine convalescence des suites d'une blessure qu'il s'est faite en ski, il met au point, avec son ami l'ingénieur Herbert Funck, une chaussure pour faciliter ses déplacements. C’est ainsi que voit le jour la première chaussure montée sur coussin d’air et à usage avant tout orthopédique.
Le procédé, novateur pour l'époque, de soudure à chaud permet de créer une cavité à l’intérieur de la semelle : le premier coussin d’air développé sur une chaussure est né. Mises en vente dans un premier temps sur le marché allemand, ces chaussures sur coussin d’air attirent alors principalement les sexagénaires ayant des problèmes de pieds. Mais cette invention connaît vite un succès fulgurant, si bien qu’un brevet est déposé. En moins de deux ans, les « Dr. Maertens » sont commercialisées dans l’Europe entière.
En 1959, le fabricant de chaussures anglais Bill Griggs obtient la licence exclusive de production de ces chaussures et décide d’angliciser le nom, la marque devient ainsi « Dr. Martens ». Il entreprend alors quelques modifications du concept originel airwair avant le lancement des ventes. Griggs souhaitait en effet, s’implanter dans le marché du workwear en offrant davantage de confort.

### Description
Des détails deviendront les signes distinctifs de la marque : la semelle cousue selon un montage Goodyear, la semelle antidérapante rainurée et translucide avec le système de coussin d’air visible, la languette noire au talon avec l’inscription jaune « airwair with Bouncing Soles », l'empreinte laissée par la semelle, des coutures jaunes, un support de voûte plantaire et coussinet de confort à l’avant du pied, une semelle en cuir résistante. Tous les matériaux sont traités pour être imperméables aux huiles, graisses, hydrocarbures (pétrole, essence), produits alcalins (soude), et acide.
La semelle structurée en nid d’abeille et un coussin d’air positionné sous l’intégralité de la chaussure constituent une importante innovation, qui isole thermiquement le pied du sol, et permet une bonne absorption des ondes de choc, facteur notable de confort. La construction Goodyear permet d’assembler la trépointe, la tige et la semelle première avec une unique couture, le robuste cousu Goodyear. Cette fabrication traditionnelle se retrouve sur tous les modèles classiques « Originals de Dr. Martens ».

### 1960: succès international

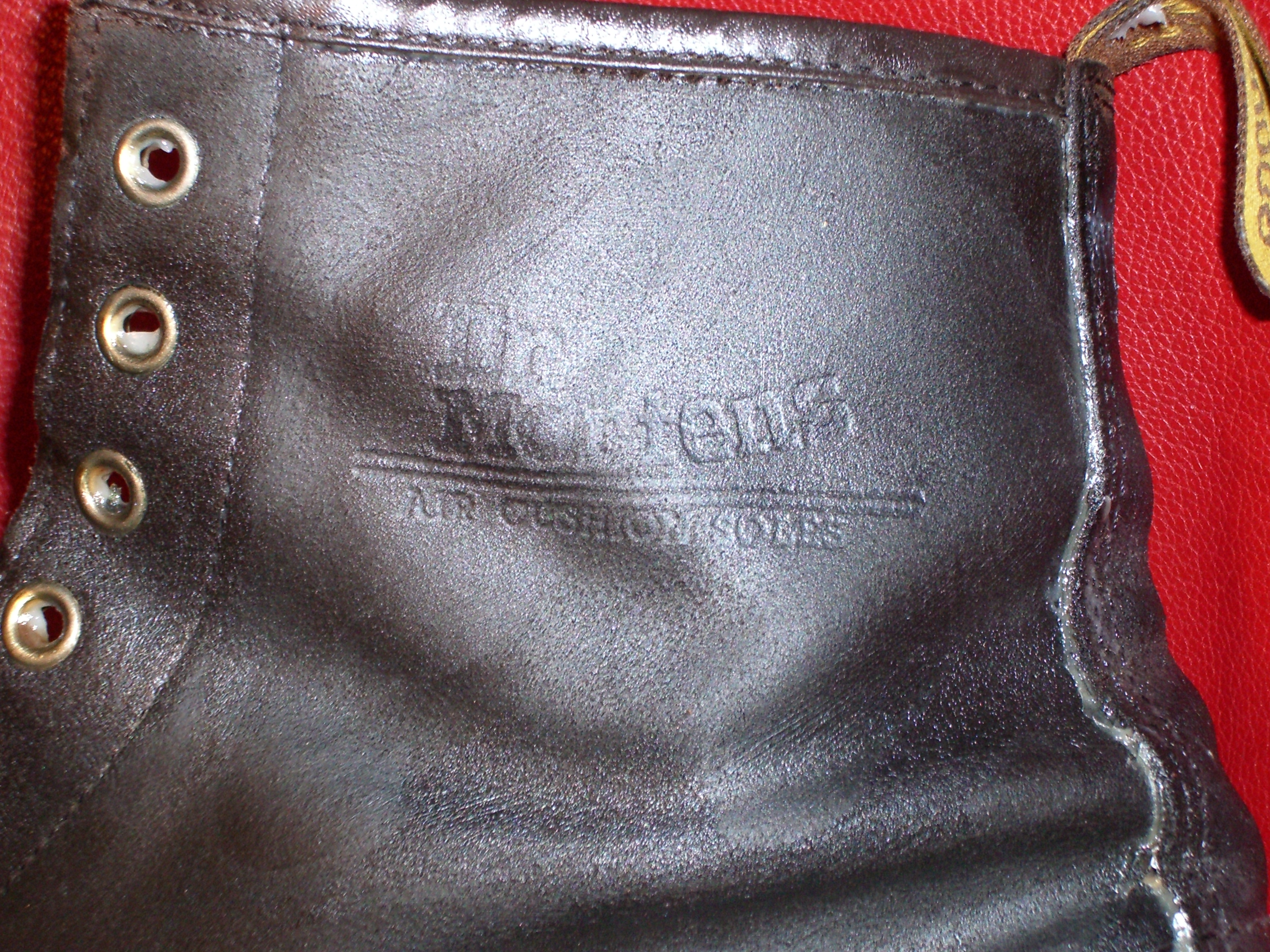
Marque estampée sur le côté externe de la botte (ca 1990).

Le 1er avril 1960, la première paire de Dr. Martens, la fameuse bottine huit trous de couleur rouge cerise avec une semelle sur coussin d’air sort des usines de Wollaston, à côté de Northampton. Elle est baptisée pour l’occasion « 1.4.60 ».
À l’origine portée par le milieu ouvrier et les agents de nombreux services publics anglais, la chaussure Dr. Martens est adoptée dans les années 1970 et 1980 par l'ensemble des mouvements contestataires de la contre-culture punk, mais aussi de la mouvance des skinheads - également désignés par le terme « boot boys » dans les années 1970 à cause de leurs chaussures montantes. La « 1.4.60 » est devenue une véritable icône pour des groupes comme les Who, the Clash, les Red Hot Chili Peppers. Continuant de soutenir les figures emblématiques du rock et les jeunes artistes de la scène anglaise et internationale, Dr. Martens ne néglige pas pour autant son implication dans l’univers de la mode. Dans le milieu des années 1990, 50 % des ventes de Dr. Martens concernaient les femmes.

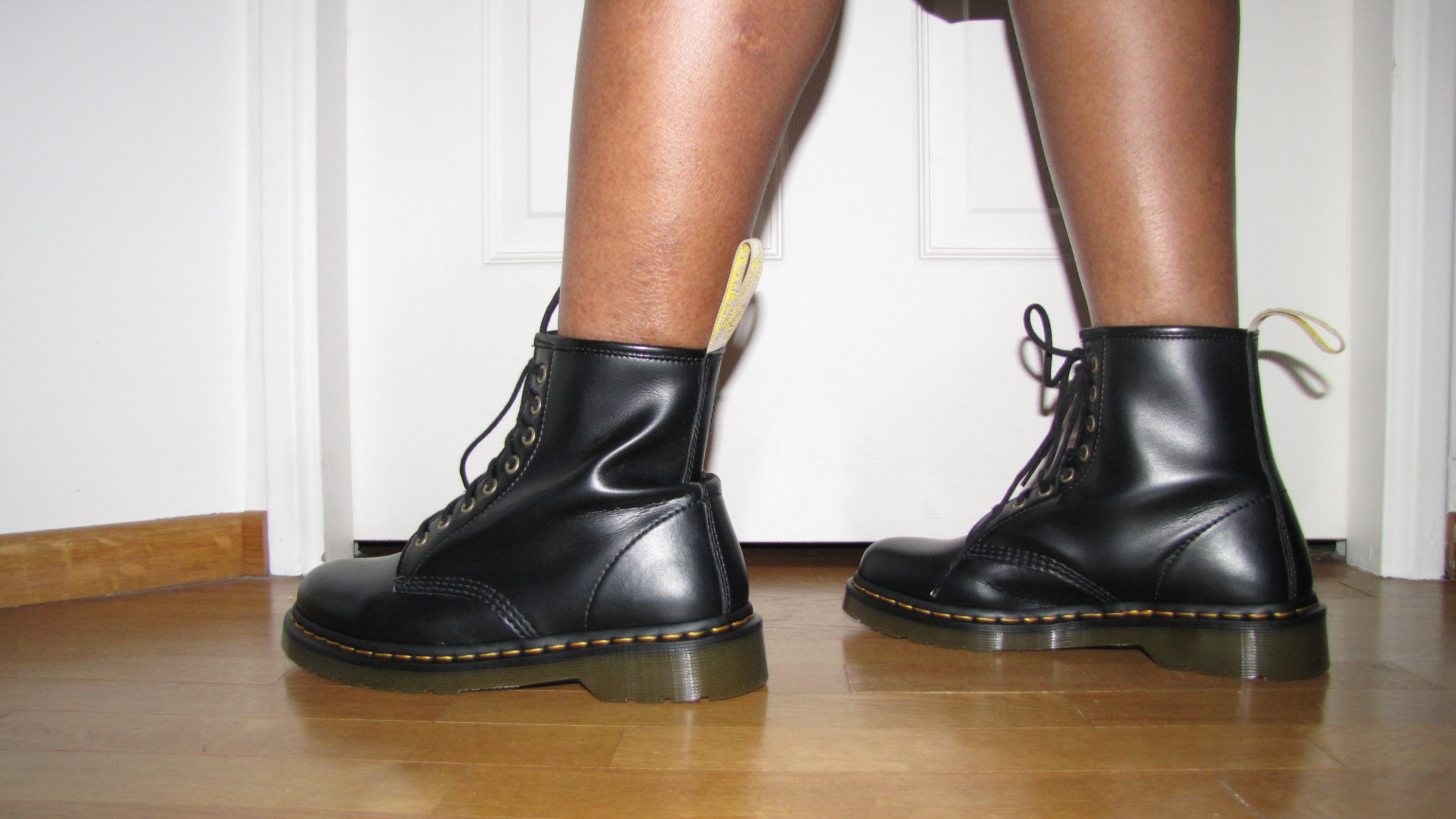
La tirette en gris et jaune à l'arrière des chaussures Doc Martens Vegan « Végétal ». Ils sont adaptées pour les personnes vegan ou allergiques aux produits de traitements chimiques du cuir.

En 2000, pour le quarantième anniversaire de la marque, Dr. Martens s’est associée à des créateurs du monde entier pour la réalisation de pièces uniques de « 1.4.60 » personnalisées par Vivienne Westwood, Paul Smith, Jean-Paul Gaultier,. Puis, 2006 a été marquée par la création de modèles « 1.4.60 » personnalisés à l’effigie de personnalités symbolisant l’esprit Doc, à l’image de Johnny Depp, Alicia Etourneau, John Galliano, Tony Regazzoni, Gwen Stefani, Kate Moss, Scarlett Johansson, Bruno Amable, Raphaël Raynaud, Sonia Rykiel. En 2007, Dr. Martens réalise une collection exclusive en partenariat avec le créateur japonais Yohji Yamamoto. En mai 2007, l’agence de communication Doc Martens conçoit une publicité où figurent les icônes du rock ayant porté la célèbre chaussure. Kurt Cobain, Sid Vicious et Joey Ramone sont mis en scène dans un paradis artificiel, chaussés de huit-trous. Blâmée par Courtney Love, la campagne a finalement été annulée et le concepteur remercié.
Dr. Martens a su se positionner comme une marque transgénérationnelle en fidélisant une clientèle de longue date et en attirant de nouveaux clients, toutes générations confondues. La chaussure utilitaire des débuts est devenue au fil des décennies un modèle emblématique et identitaire.

### Production

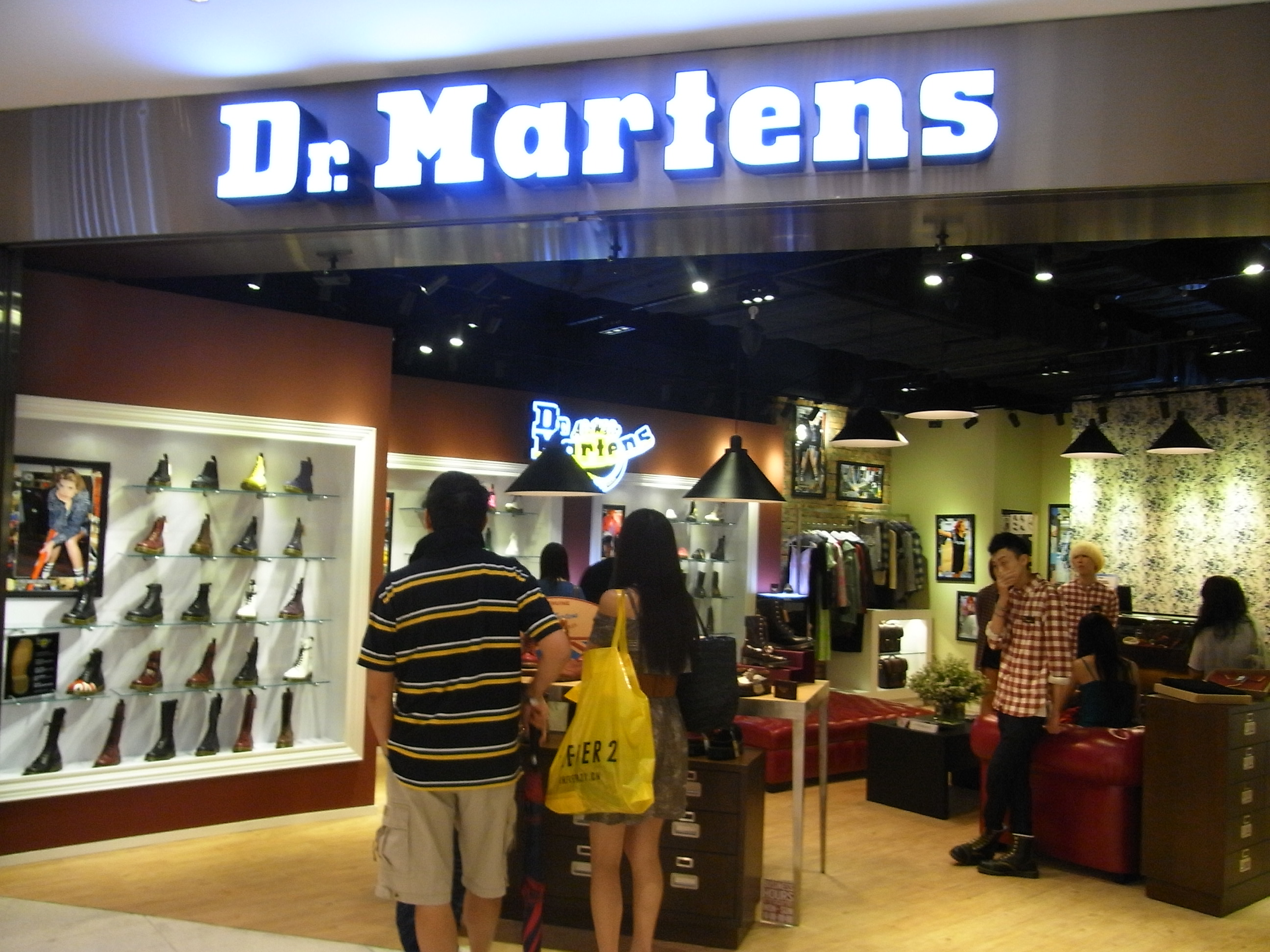
Une boutique Dr Martens à Hong Kong.

La totalité des modèles Dr. Martens était produite en Angleterre, dans les usines de Wollaston, mais en 2003, la majeure partie de la production a été délocalisée en Chine, au Bangladesh, et en Thaïlande, et depuis peu au Viêt Nam et en Indonésie. Seules mille paires par semaine, la ligne Made In England, sont encore produites dans l'usine anglaise d’origine de Wollaston.

### Gouvernance
En octobre 2013, le fonds d’investissement Permira signe le rachat des droits de la marque au groupe familial britannique R Griggs.

### Introduction en bourse
L'entreprise Dr. Martens est introduite en bourse en janvier 2021 pour une valorisation de 3,7 milliards de livres sterling. La participation majoritaire du fonds d'investissement Permira qui détient 75% des titres est ainsi évaluée à 970 millions de livres - Permira avait acheté ses titres pour 300 millions de livres en 2013.
À la suite de résultats financiers décevants, le cours boursier de Dr. Martens tombe à son plus bas historique en novembre 2023. L'action a chuté de 70 % depuis son introduction en bourse.